# Tulipa faribae
Tulipa faribae là một loài thực vật có hoa trong họ Liliaceae. Loài này được Ghahr., Attar & Ghahrem.-Nejad mô tả khoa học đầu tiên năm 2007.